# Polizeiruf 110: Cottbus Kopflos
Cottbus Kopflos ist ein Fernsehfilm aus der Krimireihe Polizeiruf 110. Der vom rbb produzierte Beitrag ist die 408. Polizeiruf 110-Episode und wurde am 12. November 2023 im Ersten ausgestrahlt. Es ist der vierte Fall von Kriminalhauptkommissar Vincent Ross.

## Handlung
Der polnische Staatsbürger Jurek Bukol, der einen Motivwagen für den Cottbuser Karneval baut, wird in seiner Werkstatt nach einem Feuer tot aufgefunden. Er wurde sitzend hinterrücks erschlagen, danach wurde die Werkstatt angezündet.
Vincent Ross, Alexandra Luschke und Karl Rogov übernehmen die Ermittlungen. Bei der Befragung von Bukols Kindern Dawid und Krystyna erfahren sie, dass Bukol mit vielen Mitgliedern des Karnevalsvereins im Streit gelegen hatte. Mit einer Software rekonstruieren die Polizisten den verbrannten Motivwagen, mit dem Bukol Korruption in Karnevalverein, Stadt und Polizei anprangern wollte. Einflussreiche Personen aus diesen Kreisen hatten sich nämlich zwei Jahre zuvor verschworen, um Bukol als Sündenbock für einen Fehler der Stadtverwaltung Cottbus verurteilen. Als Dawid Bukol an einen Beweis für Jurek Bukols Unschuld geriet, nutzte er ihn, um für sich eine lukrative Bierschank-Lizenz zu erpressen, anstatt um seinen Vater zu rehabilitieren. Erst zwei Tage vor seinem Tod erfuhr Jurek Bukol zufällig von diesem Beweis seiner Unschuld.
Als Dawid Bukol vom Stand der Ermittlungen erfährt, flieht er mit einer Tasche voller Bargeld. Die Polizei ermittelt, dass er einen polnischen Geschäftspartner betrügt und selbst seinen Universitätsabschluss gefälscht hat. Nach einer Verfolgungsjagd durch Cottbus gesteht Dawid Bukol, dass er seinen Vater im Affekt erschlagen hat, nachdem dieser ihn gedemütigt hatte.

## Hintergrund
Der Film wurde vom 28. Februar 2023 bis zum 29. März 2023 in Cottbus und Berlin gedreht.

## Rezeption

### Kritiken
„Die feucht-fröhliche Ufftata-Grundstimmung und die Dramatik der Ereignisse passen kaum zusammen. Es ist, als mischten Schwarz und Weiß sich nicht zum Grau: Was das Zebra ziert, selbst das betrunken wankende, macht einen Krimi leider öde.“

### Einschaltquoten
Die Erstausstrahlung von Cottbus Kopflos am 12. November 2023 wurde in Deutschland von 7,81 Millionen Zuschauern gesehen und erreichte einen Marktanteil von 26,5 % für Das Erste.